# Ойротская автономная область
Ойротская автономная область (Ойротская АО) — административно-территориальная единица РСФСР, существовавшая с 1922 по 1948 год. Сейчас называется Республика Алтай.
Административный центр — город Ойрот-Тура (до 1932 года носил название Улала).

## История

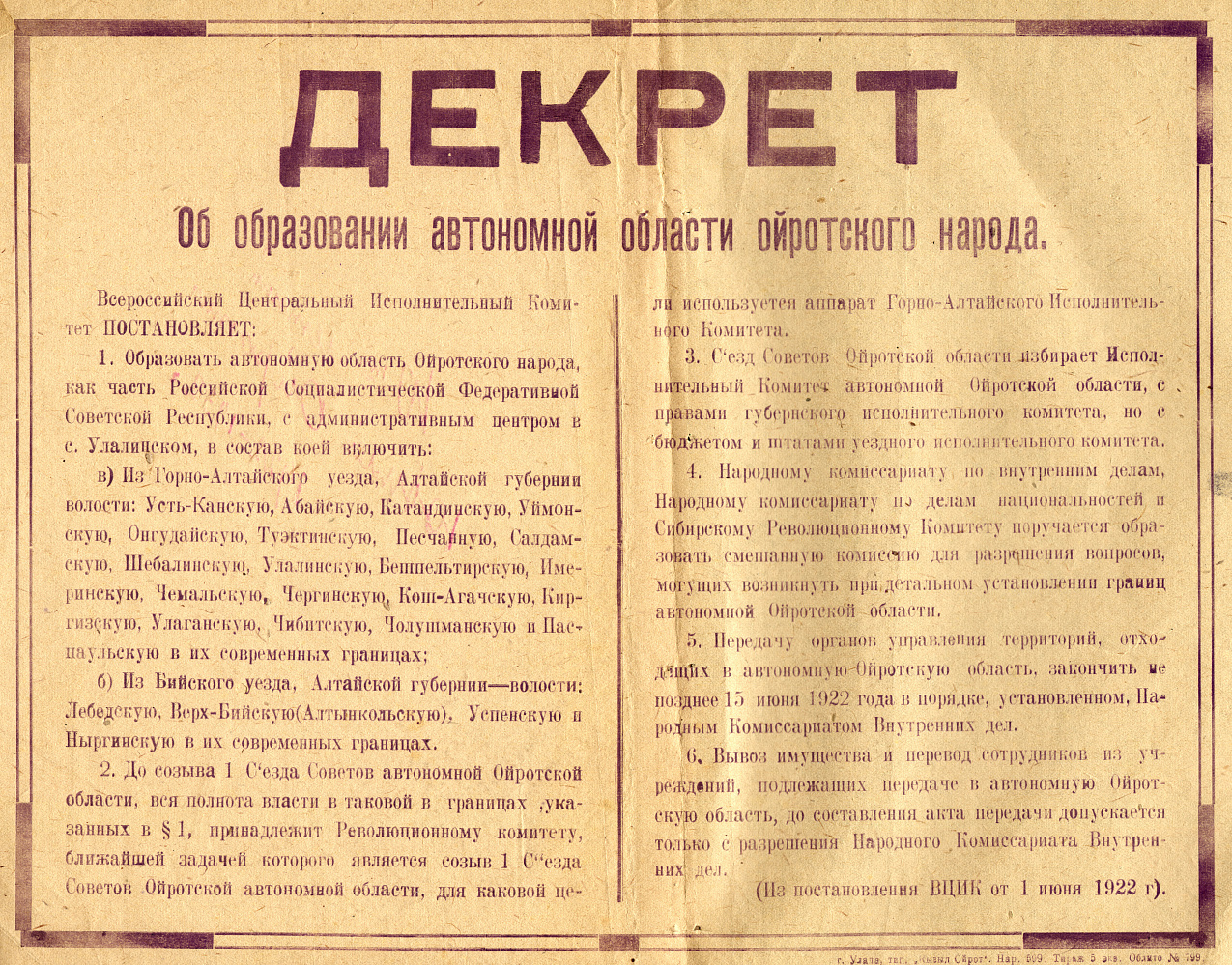
Декрет об образовании Ойротской автономной области, 1 июня 1922 года

1 июня 1922 года из части Алтайской губернии была выделена Ойратская АО с центром в городе Улала.

Ойратские народы когда-то представляли довольно крупную единицу, в которую входило несколько племён: Дербеты, Олёты, Торгоуты, Теленгиты и другие мелкие племена.
Большинство из этих народов являются жителями пограничной части Монголии, прилегающей к Ойратской автономной области и лишь незначительная часть находится в пределах русского Алтая, образуя автономную единицу.
Самыми близкими соседями алтайцев являются: Дербеты, Олёты, Урянхаи и Ойраты, вторых разделяет между собою только государственная граница. Быт и нравы этих народ нисколько не поменялись, хотя целые века они находятся в подданстве двух соседних между собою государств.
Несмотря на многочисленные преграды, разделявшие этот народ — духовная связь между ними не прекращалась, та и другая часть зорко следила одна за другой, желая сделать вывод, кому же из них живётся легче.
Политика бывшего царского правительства в области русификации туземцев Алтая, определённо не нравилась последним.
Среди алтайцев зародилось национальное движение, которое за последнее время начинало принимать массовые формы.
Февральская революция, а затем Октябрьская не дали этому движению принять те формы которых можно было ожидать. Советская власть выделила автономную область ойратских народов. Этот факт, безусловно, явился центром внимания со стороны ойратских племён Монголии. Националистические круги последних будут продолжать свои стремления к объединению с племенами, живущими в России.
Как вам известно, в Урянхайском крае существует правительство «Тавды Тува» (одно из ойратских племён), которое в полной мере выражает эти стремления. Но ойратским племенам Алтая за время революции, хорошо стало известно, к чему могут привести эти националистические тенденции. На опыте Каракорумов в контр-революционных действий колчаковщины на Алтае ойратцы пришли к заключению, что только составляя единую семью народов Российской Социалистической Федеративной Советской Республики, можно избавиться от какой бы то ни было эксплуатация и порабощения.

Постановлением ВЦИК от 25 мая 1925 года был образован Сибирский край. В состав края была включена Ойратская АО.
Постановлением ВЦИК от 30 июля 1930 года Сибирский край был разделён на два края — Западно-Сибирский и Восточно-Сибирский. В состав Западно-Сибирского края была включена Ойратская АО.
2 марта 1932 года Ойратская АО была переименована в Ойротскую АО.
В 1937 году Ойротская АО была включена в Алтайский край.
7 января 1948 года Указом Президиума Верховного Совета СССР Ойротская АО была переименована в Горно-Алтайскую автономную область. Переименование было связано с широкомасштабным идеологическим наступлением на термин «ойрот». Одновременно были переименованы город Ойрот-Тура в Горно-Алтайск, Ойрот-Турский аймак в Майминский аймак.
С 8 января областная газета «Красная Ойротия» начала выходить под названием «Звезда Алтая», а с 10 января областная газета на алтайском языке «Кызыл Ойрот» начала выходить под названием «Алтайдын Чолмоны». Центральная улица Горно-Алтайска Ойротская была переименована в проспект Сталина (в 1961 году переименован в проспект Коммунистический). Идеологическое и «историческое» обоснование гонениям на самоназвание алтайского народа дал первый секретарь областного комитета ВКП(б) Александр Игнатьевич Сапего в статье, опубликованной в переименованной газете «Звезда Алтая» 8 января 1948 года.

## Статистические данные
- По состоянию на май 1923 года: площадь территории — 94 551 км², население — 79 тыс. человек.
- По состоянию на май 1930 года: площадь территории — 90 358 км², население — 99,8 тыс. человек.
- По состоянию на июль 1934 года: площадь территории — 93 070 км², население — 121,7 тыс. человек, количество районов — 10.
- По состоянию на 1 мая 1940 года: площадь территории — 93 100 км², население — 161,4 тыс. человек, количество районов — 10.

## Административное деление
На 7 января 1948 года в состав Ойротской автономной области входили следующие районы (аймаки):
1. Кош-Агачский — с. Кош-Агач,
2. Майминский — с. Майма (до 7.01.1948 Ойрот-Турский аймак)
3. Онгудайский — с. Онгудай,
4. Турочакский — с. Турочак,
5. Улаганский — с. Усть-Улаган,
6. Усть-Канский — с. Усть-Кан,
7. Усть-Коксинский — с. Усть-Кокса,
8. Чойский — с. Чоя,
9. Шебалинский — с. Шебалино,
10. Элекмонарский — с. Чемал.